# Miroslav Škoro

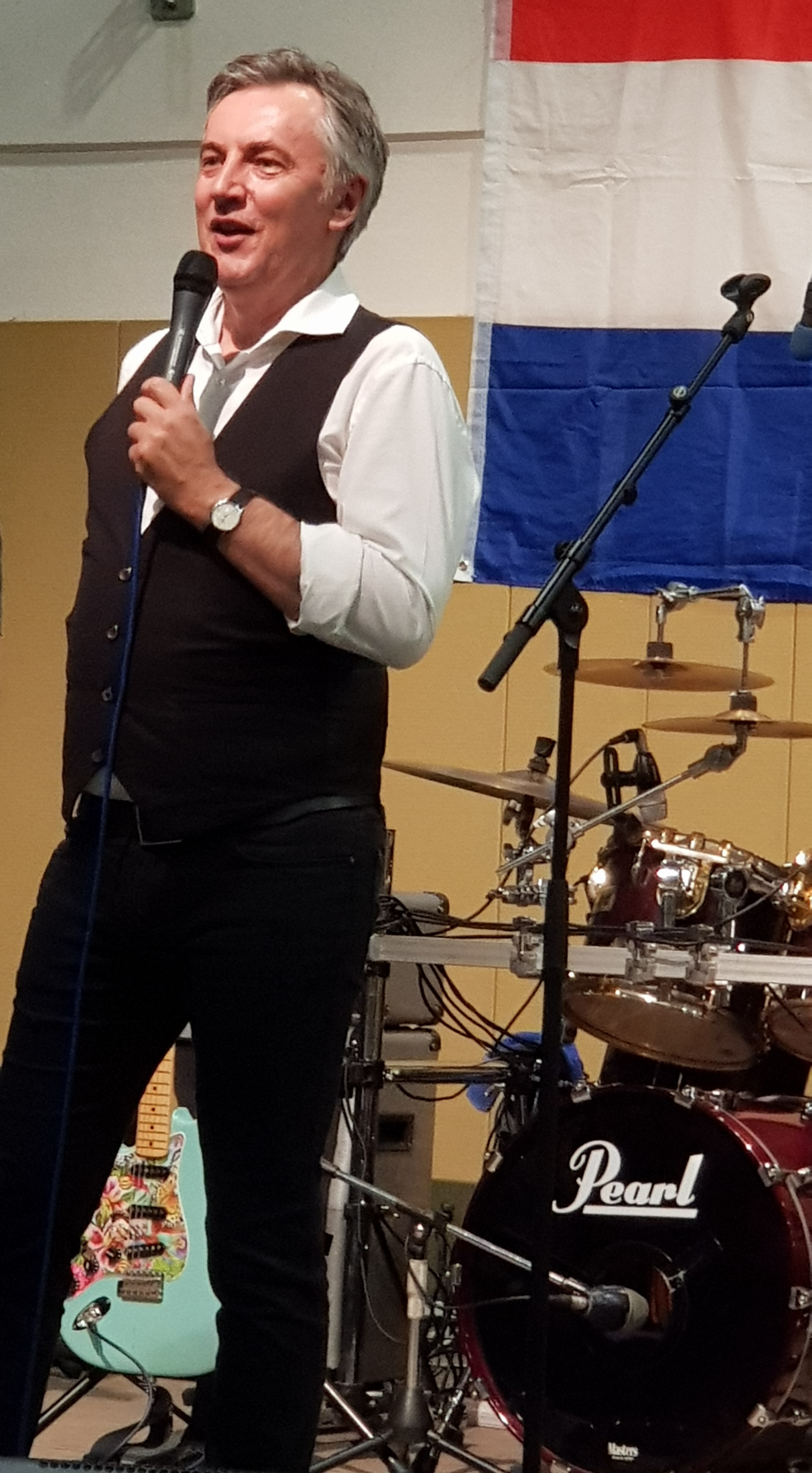
Miroslav Škoro (2019)

Miroslav Škoro (* 29. Juli 1962 in Osijek, Jugoslawien) ist ein kroatischer Musiker, Moderator und Politiker. Von 2001 bis 2006 war er Präsident der größten kroatischen Plattenfirma Croatia Records.
Škoro ist seit den späten 1980er- bzw. frühen 1990er-Jahren einer der führenden und bedeutendsten Künstler der kroatischen Tamburica-Musikszene. Seine Musik weist vor allem traditionelle slawonische Tamburica-Klänge auf, vermischt mit moderner Popmusik.
2005 zählte die politische Wochenzeitschrift Nacional Škoro zu den 1.000 einflussreichsten Menschen in Kroatien (Rang 337).

## Zusammenwirkungen mit anderen Künstlern
Ende der 1980er Jahre lebte Miroslav Škoro in den USA. Dort schrieb er zusammen mit dem kroatischen Tamburica-Musiker Jerry Grcevich den Text zum Lied Ne dirajte mi ravnicu, welches gleichzeitig zu seinem Debütalbum wurde und er seinen Bekanntheitswert steigerte.
2002 arbeitete er mit dem Musiker Marko Perković zusammen und produzierte die Lieder Reci, brate moj (Sag, mein Bruder) und Sude mi (Sie richten mich). Er trat häufig bei gemeinsamen Konzerten mit den Sängern Marko Perković und Mate Bulić oder auch nur mit einem der beiden auf, so dass die Musiker auch als tri tenora (Die drei Tenöre) oder tri kuma (Die drei Paten) bezeichnet werden.
Im vom HRT 2003 Hrvatska Radiotelevizija produzierten Video zum Lied „Tamo gdje je dom“ (Dort wo die Heimat ist) spielte der Schauspieler Josip Zovko die Hauptrolle.
Škoro hat im kroatischen Pendant zu Deutschland sucht den Superstar mitgewirkt.
Seit September 2011 ist er Moderator der HRT-Fernsehsendung Pjevaj moju pjesmu (Singe mein Lied), einem Gesangswettbewerb, in dem Sänger aus jeweils zwei kleineren kroatischen Städten gegeneinander antreten.

## Politik
Škoro war von 1995 bis 1997 kroatischer Generalkonsul in der ungarischen Stadt Pécs.
Bei den Parlamentswahlen in Kroatien im November 2007 errang Škoro ein Mandat für die konservative Mitte-rechts-Partei HDZ.
Am 23. Juni 2019 gab Miroslav Škoro bekannt, dass er für das Amt des kroatischen Staatspräsidenten kandidieren wird. Bei der Präsidentschaftswahl erreichte er mit 24,45 % der Stimmen den dritten Platz und verpasste damit nur um knapp 2 % den Einzug in die Stichwahl. Bei der Parlamentswahl 2020 war er der Spitzenkandidat der rechtsnationalen „Heimatbewegung“ und machte mit populistischen Anti-Establishment-Partolen Wahlkampf.

## Auszeichnungen
Škoro hat drei Auszeichnungen der Republik Kroatien erhalten:
- Orden des Kroatischen Morgensterns mit dem Abbildung des Marko Marulić (Red Danice hrvatske s likom Marka Marulića) – Auszeichnung für besondere kulturelle Verdienste
- Orden des Kroatischen Dreiblatts (Red hrvatskog trolista) – Auszeichnung für besondere Dienste während des Krieges, direkter Kriegsgefahr oder außergewöhnlichen Umständen während Friedenszeiten
- Erinnerungsabzeichen (Medaille) der heimatliche Dankbarkeit (Spomenica domovinske zahvalnosti) – Für ehrenhaften und beispielhaften Dienst

## Diskografie

### Alben
- 1992: Ne dirajte mi ravnicu (Rührt mein Feld (gemeint Slawonijen) nicht an)
- 1993: Miroslav Škoro i „Ravnica“ (Miroslav Škoro und „ländliche Ebene“ [Name einer Band])
- 1996: Sitan vez (Feine Stickerei [gemeint ist die feine slawonische Stickerei, siehe Cover])
- 1999: Ptica samica (Vogel der Einsamkeit)
- 2001: Slagalica (Puzzle)
- 2003: Milo moje (Mein liebes) (HR: Diamant)[13]
- 2005: Svetinja ([mein] Heiligtum)
- 2008: Moje boje (Meine Farben)
- 2013: Čudnovate pjesmice o moru i lavoru
- 2014: Putujem Sam (Ich reise alleine)
- 2015: Hrvatski Božić

### Live-Alben
- 1998: Uživo

### Kompilationen
- 2007: Sve najbolje Vol. 1 & 2

### Singles (Auswahl)
- 1992: Ne dirajte mi ravnicu
- 1993: Otvor' Ženo, Kapiju
- 1993: Kuća na kraju sela
- 2003: Sude Mi (mit Thompson)
- 2003: Reci, Brate Moj
- 2003: Ne Vjeruje Srce Pameti
- 2005: Svetinja
- 2014: Zadnja Želja